# Onthophagus anthracinus
Onthophagus anthracinus là một loài bọ cánh cứng trong họ Bọ hung (Scarabaeidae).